# Procyptotermes
Procyptotermes es un género de termitas  perteneciente a la familia Kalotermitidae que tiene las siguientes especies:

## Especies
- Procryptotermes australiensis
- Procryptotermes corniceps
- Procryptotermes dhari
- Procryptotermes dioscurae
- Procryptotermes edwardsi
- Procryptotermes falcifer
- Procryptotermes fryeri
- Procryptotermes hesperus
- Procryptotermes hunsurensis
- Procryptotermes krishnai
- Procryptotermes leewardensis
- Procryptotermes rapae
- Procryptotermes speiseri
- Procryptotermes valeriae